# 성남동중학교
성남동중학교(城南東中學校)는 대한민국 경기도 성남시 중원구 금광동에 있는 공립 중학교이다.

## 학교 연혁
- 1980년 12월 30일 : 성남동중학교 설립인가
- 1981년 3월 3일 : 초대 김동환 교장 취임
- 1981년 3월 4일 : 개교식(9학급 편성)
- 1984년 2월 6일 : 제1회 졸업(514명)
- 2003년 11월 8일 : 교사신축 이전(양지동->금광동)
- 2022년 9월 1일 : 제15대 이종영 교장 취임
- 2024년 1월 5일 : 제41회 졸업 졸업생 197명(총 18,587명)
- 2024년 3월 4일 : 신입생 198명 입학(8학급)

## 참고 자료
- 성남동중학교 - 한국교육학술정보원 학교알리미